# 弗拉迪米尔·安德尔斯
弗拉迪米尔·安德尔斯（捷克語：Vladimír Andrs，1937年5月12日—2018年6月17日），捷克男子赛艇运动员。他曾代表捷克斯洛伐克参加1964年夏季奥林匹克运动会赛艇比赛，获得男子双人双桨铜牌。